# 若岛权四郎

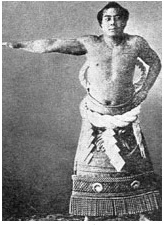

若島權四郎（日语：／ Wakashima Gonshirō，1876年1月19日—1943年10月23日），本名加藤權四郎，日本千葉縣出身的前大相撲力士，第21代横綱。他身高178cm，重116kg。

## 生涯
若島權四郎是大阪相撲的第一個官方横綱。
1891年5月，他在友綱部屋開始了他的東京相撲職業生涯，在1896年達到幕內級別，最高位置前頭7枚目。他非常受藝妓歡迎，但他這一興趣導致他在相撲的進展緩慢。另外，他患了天花。他於1898年1月加入大阪相撲，進入中村部屋。他在1903年1月被五条家授予大阪相撲横綱證書。
1903年6月，他在東京相撲比賽打敗當地力士，擊敗了橫綱梅谷藤太郎，威脅到當時東京相撲最強的力士常陸山谷右衞門。在大阪和東京相撲協會之間的一系列會議之後，他的實力在1905年4月被吉田司家授予了横綱證書。他於1907年1月31日引退，原因是1905年9月在山口縣巡業時發生的一起單車事故。
引退後，他在鳥取縣米子市經營卓球場和劇團，就任米子市議會議員。
1943年10月23日在神戶因腦出血去世，享年67歳。